# Villa Carafa di Percuoco
Villa Carafa Percuoco è una delle ville vesuviane del settecento posizionate lungo il Miglio d'oro.
È situata a San Giorgio a Cremano in via Bruno Buozzi.
Il primo proprietario della villa fu don Pietro Maria Firrao, principe di Luzzi, il cui cognome dava in origine anche il nome alla strada su cui si affaccia il portone di ingresso.
In seguito, la proprietà della dimora passò nelle mani della famiglia Firrao Bisignano a Costantinopoli, e poi fu venduta da questa agli ultimi proprietari, la famiglia Carafa Percuoco.

## Descrizione
L'edificio presenta una struttura neoclassica ma si differenzia dalle altre ville del Miglio d'oro in quanto l'impianto è di dimensioni superiori rispetto agli altri corpi dell'antico prospetto continuo; ed è inoltre l'unico a svilupparsi simmetricamente a entrambi i lati della strada.
Infatti, esattamente di fronte al portone d'ingresso del palazzo, dall'altro lato della strada, era posizionata un'esedra che conduceva all'interno del parco della villa.
Era dunque necessario attraversare la strada per accedere al giardino, che in documenti dell'epoca redatti dal Pane e dal Palomba viene descritto come ampio e dotato di terrazza panoramica sul mare.